# Petrichus tobioides
Petrichus tobioides es una especie de araña del género Petrichus, familia Philodromidae. Fue descrita científicamente por Mello-Leitão en 1941.

## Distribución
Esta especie se encuentra en Argentina.